# 후쿠오카현 제8구
후쿠오카현 제8구(일본어: 福岡県第8区)는 일본의 중의원 선거구이다. 1994년 공직선거법이 개정되면서 신설되었다.

## 지역
- 노가타시
- 이즈카시
- 가마시
- 나카마시
- 미야와카시
- 온가군
- 구라테군
- 가호군

## 역대 의원
| 선거          | 정당 | 정당       | 의원      |
| ------------- | ---- | ---------- | --------- |
| 1996년 제41회 |      | 자유민주당 | 아소 다로 |
| 2000년 제42회 |      | 자유민주당 | 아소 다로 |
| 2003년 제43회 |      | 자유민주당 | 아소 다로 |
| 2005년 제44회 |      | 자유민주당 | 아소 다로 |
| 2009년 제45회 |      | 자유민주당 | 아소 다로 |
| 2012년 제46회 |      | 자유민주당 | 아소 다로 |
| 2014년 제47회 |      | 자유민주당 | 아소 다로 |
| 2017년 제48회 |      | 자유민주당 | 아소 다로 |
| 2021년 제49회 |      | 자유민주당 | 아소 다로 |
| 2024년 제50회 |      | 자유민주당 | 아소 다로 |

## 역대 선거 결과

### 1996년 (제41회)
|  | 50.49% |

|  | 35.74% |

|  | 13.77% |

### 2000년 (제42회)
|  | 49.91% |

|  | 27.11% |

|  | 10.91% |

|  | 10.39% |

|  | 1.67% |

### 2003년 (제43회)
|  | 57.72% |

|  | 33.02% |

|  | 9.26% |

### 2005년 (제44회)
|  | 56.89% |

|  | 34.42% |

|  | 8.69% |

### 2009년 (제45회)
|  | 62.21% |

|  | 36.25% |

|  | 1.54% |

### 2012년 (제46회)
|  | 68.36% |

|  | 21.53% |

|  | 10.10% |

### 2014년 (제47회)
|  | 71.32% |

|  | 28.68% |

### 2017년 (제48회)
|  | 72.23% |

|  | 27.77% |

### 2021년 (제49회)
|  | 59.63% |

|  | 21.64% |

|  | 18.73% |

### 2024년 (제50회)
|  | 56.97% |

|  | 21.85% |

|  | 21.18% |

## 같이 보기
- 후쿠오카현 선거구